# Eede
Eede est un village appartenant à la commune néerlandaise de L'Écluse, situé dans la province de la Zélande. En 2010, le village comptait 842 habitants.
Eede fut une commune indépendante jusqu'en 1941, date à laquelle elle a été rattachée à la commune d'Aardenburg.